# Hylomyscus parvus
Hylomyscus parvus је врста глодара из породице мишева (лат. Muridae).

## Распрострањење
Ареал врсте покрива средњи број држава у централној Африци. Врста има станиште у Камеруну, Централноафричкој Републици, ДР Конгу, Републици Конго, Екваторијалној Гвинеји (непотврђено) и Габону.

## Станиште
Станишта врсте су влажне шуме и речни екосистеми.

## Угроженост
Ова врста није угрожена, и наведена је као последња брига јер има широко распрострањење.